# National Celebrities Open
O National Celebrities Open e o National Capital Open foram os nomes do torneio de golfe do calendário oficial do PGA Tour, que se realizaram na região metropolitana de Washington, D.C. durante a metade do século XX.

## Campeões
| Ano                        | Campeão                   | Clube                        | Local                     |
| National Celebrities Open  | National Celebrities Open | National Celebrities Open    | National Celebrities Open |
| -------------------------- | ------------------------- | ---------------------------- | ------------------------- |
| 1954                       | Marty Furgol              | Congressional Country Club   | Bethesda, Maryland        |
| 1953                       | Ted Kroll                 | Woodmont Country Club        | Rockville, Maryland       |
| 1952                       | Jimmy Demaret             | Prince George's Country Club | Landover, Maryland        |
| 1952                       | Jimmy Demaret             | Columbia Country Club        | Chevy Chase, Maryland     |
| National Capital Open      |                           |                              |                           |
| 1948                       | Skip Alexander            | Prince George's Country Club | Landover, Maryland        |
| 1947                       | Lloyd Mangrum             | Prince George's Country Club | Landover, Maryland        |
| 1934                       | Bobby Cruickshank         | Prince George's Country Club | Landover, Maryland        |
| 1933                       | Paul Runyan               | Prince George's Country Club | Landover, Maryland        |
| National Capital City Open |                           |                              |                           |
| 1932                       | Horton Smith              | Prince George's Country Club | Landover, Maryland        |